# Зангибасарский магал
Зангибасарский магал (арм. Զանգիբասար, азерб. Zəngibasar) — один из магалов Эриванского ханства

## Этимология
Название происходит от названия реки Раздан (Зангу) и «татарского» (то есть в данном случае азербайджанского) слова «басар», «басман», означающее «доходить», т.е. территория, которая орошалась этой рекой.

## География
Территория магала простиралась от южной части города Еревана до реки Аракс. Округ орошался рекой Занга (Раздан) («басар» в названии магала означает «покрывается», в данном контексте — «орошается») и частью ручьёв Гырхбулага посредством множества искусственно созданных каналов. Входивший в Гырхбулагский магал в XVIII веке Зангибасарский магал уже в начале XIX века полностью отделился от него.

## Сёла

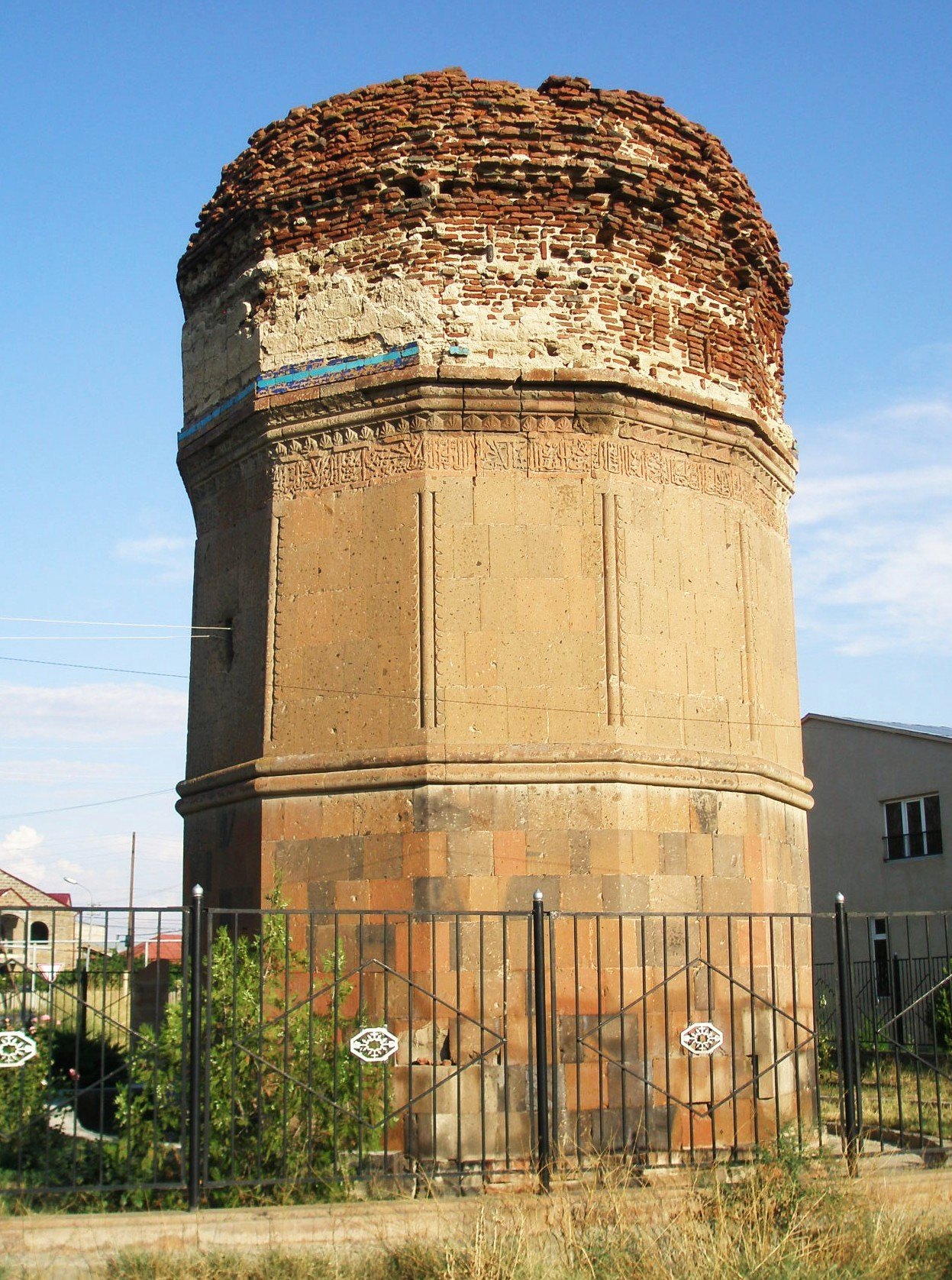
Мавзолей туркменских эмиров воздвигнутый в 1413 году, расположенный в селе Джафарабад

И. Шопен приводит названия 33 села входивших в магал, отмечая при этом разорённость 7-ми из них. Поэтому Дж. Бурнутян отмечает, что в Зангибасарский магал с центром в Улуханлы входило 26 сёл.
- Чобанкара.
- Чёллю Мехмандар (Шорлу Мехмандар)[4][5].
- Рахимабад[6].
- Гарагышлаг (Каракишляг, Достлуг).
- Зехмет (Хачапараг).
- Азаташен.
- Гёйкюмбат[7].
- Джафарабад.
- Демирчи Шёллю[8].
- Бёюк Шёллю[9][10].
- Юхары Неджили.
- Ашагы Неджили[11].
- Сарванлар-Улья.
- Улуханлы.
- Агхамзали[12][13].
- Ранджбар (Шор Коланлы).
- Сарыджалар[14].Развалины урартского поселения Тейшебаини у села Юхары Чарбах
- Сеидкенд[14].
- Хабилкенд (Булаглы).
- Рейханлы.
- Гулуджан.

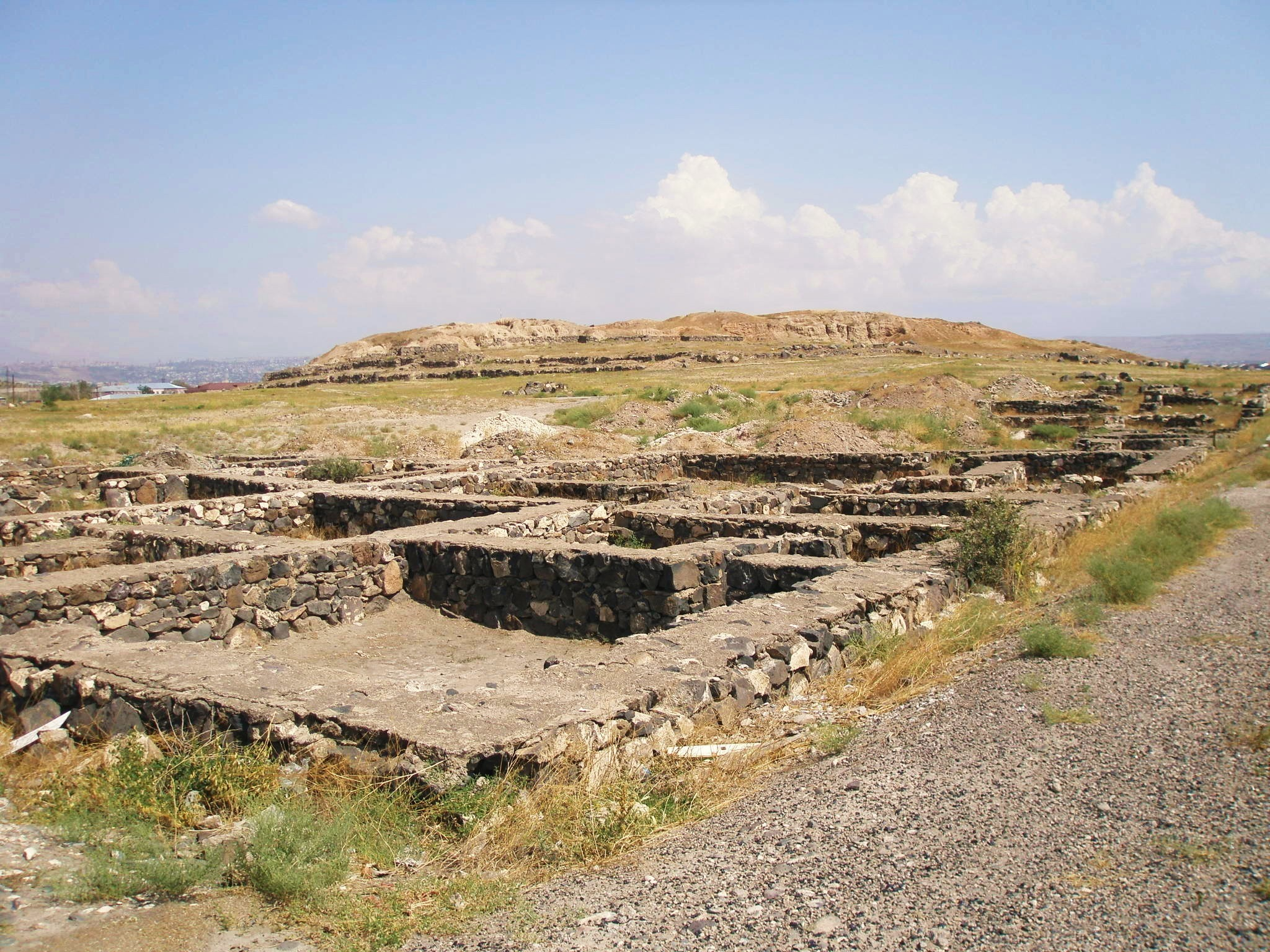
Развалины урартского поселения Тейшебаини у села Юхары Чарбах

- Хаджихасан евлери (дома Хаджи Хасана).
- Илхи Горугу.
- Оруджлулар.
- Калалей (Калара).
- Зенгилар (Донузяен, Донгузьян)[15].
- Хаджи Ильяс (Хаджиелес, Ипекли)[16].
- Агджагышлаг.
- Арбат.
- Харретли (Харатлу).
- Джабечили (Чабачалу)[8].
- Тазекенд (Бейбудабад)[17].
- Гарадаглы (позже оно было отнесено к Арташатскому району).
- Янидже (Енгинджа).
- Хараба Коланы (Коланлы Аралыг)[6].
- Хасанли (село было построено после разрушения села Илхи Горугу).
- Чарвах (Юхары Чарбах).

## Население
Население магала, равно как и других магалов Эриванского ханства — смешанное: кочевые татары и курды, начинавшие основывать или оседать в старых сёлах к концу XVII — началу XVIII века.

Село Тазекенд в результате разрушительного землетрясения в 1679 году было полностью разрушено

## Экономика
Население магала занималось в основном подсобным хозяйством (садоводство, животноводство и др.).